# Dmitri Wassiljewitsch Sirotkin

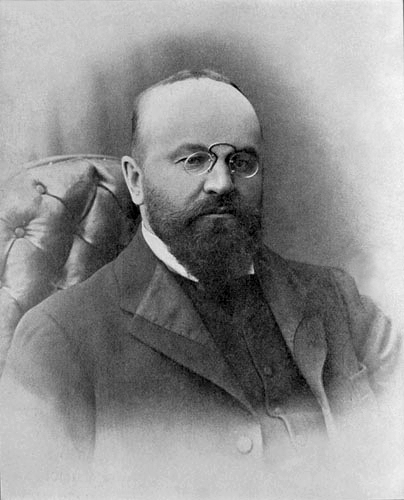
Dmitri Wassiljewitsch Sirotkin

Dmitri Wassiljewitsch Sirotkin (russisch Дмитрий Васильевич Сироткин; * 10. Maijul. / 22. Mai 1864greg. im Dorf Ostapowo bei Balachna; † 13. Juli 1953 in Belgrad) war ein russischer Reeder und Mäzen.

## Leben
Sirotkin stammte aus einer altgläubigen Bauernfamilie. Sirotkins Vater handelte mit Schnitzwaren und schaffte dann zwei kleine Dampfschiffe an. Auf dem Schiff Wolga arbeitete Sirotkin in seiner Jugend als Koch.
1890 heiratete Sirotkin die Tochter des Kasaner Kaufmanns und Reeders Kusma Sidorowitsch Tschetwergow, mit dessen Hilfe er 1895 seinen ersten Schlepper kaufte. Dann erwarb er die Erdöltransportgesellschaft C. M. Schibajew mit vier Schleppern. 1907 entstand die Industriehandels- und Dampfschiffgesellschaft  Dmitri Wassiljewitsch Sirotkin mit einem Kapital von 1,5 Millionen Rubel, der 15 Dampfschiffe und etwa 50 Schiffe ohne Dampfmaschine gehörten. 1910 wurde er Direktor und Geschäftsführer der Reederei Wolga.

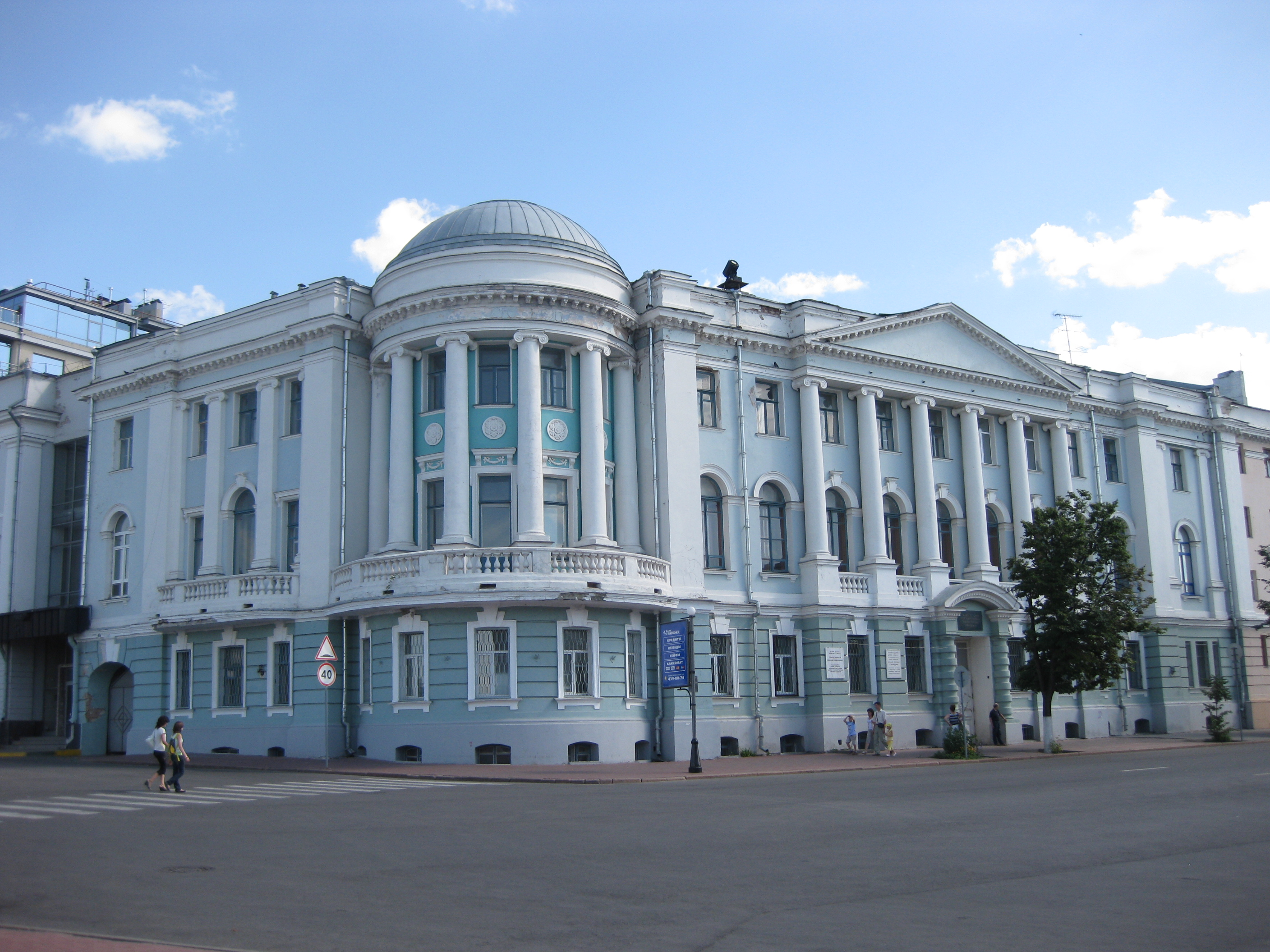
1. Gebäude der Staatlichen Medizinischen Akademie Nischni Nowgorod

Seit 1907 war Sirotkin Vorsitzender des Nischni Nowgoroder Börsenkomitees und seit 1908 Vorsitzender des Rats der Kongresse der Reeder des Wolga-Beckens. 1913 wurde er Vorsitzender der Dampfschiff-Aktiengesellschaft Po Wolge. Für das Verwaltungsgebäude der Reederei kaufte er ein Grundstück in Nischni Nowgorod am Minin-und-Poscharski-Platz und beauftragte den Architekten Leonid Alexandrowitsch Wesnin mit dem Bau (das Gebäude wird jetzt von der Staatlichen Medizinischen Akademie Nischni Nowgorod genutzt).
Seit 1899 war Sirotkin Vorsitzender des Rats der Kongresse der allrussischen Altgläubigen der Belokriniza-Hierarchie. Sirotkin schlug 1902 Maxim Gorki vor, für die Arbeitslosen ein Tagesheim einzurichten. Mit Finanzierung durch die Stadtduma und den Mäzen Nikolai Alexandrowitsch Bugrow wurde in dem von Architekt Georg Iwanowitsch Kiesewetter 1838–1840 gebauten Haus für das Stadtoberhaupt, genannt Die Säulen, ein Teeclub für Arme eingerichtet. Als Sirotkin sich 1908 für eine Stärkung der Rechte der Laien in der Kirche aussprach, geriet er in Streit mit dem orthodoxen altritualistischen Bischof von Nischni Nowgorod und Kostroma Innokenti. Im September 1910 zwang ihn die Gemeindeversammlung, sein Vorsitzendenamt aufzugeben. Darauf trat er auch als Vorsitzender des Rats der Kongresse der allrussischen Altgläubigen der Belokriniza-Hierarchie zurück, worauf die Mehrheit der Delegierten des 10. Kongresses ihn zu bleiben bat. Sirotkin finanzierte 1913 den Bau der Kirche der Altgläubigen in seinem Heimatdorf nach dem Plan der Brüder Wesnin. Er spendete für die Kirchenzeitschrift, und die Nischni Nowgoroder Gemeinde lebte von seinen Spenden. Auch wurde das Gebetshaus ihm zugeschrieben.

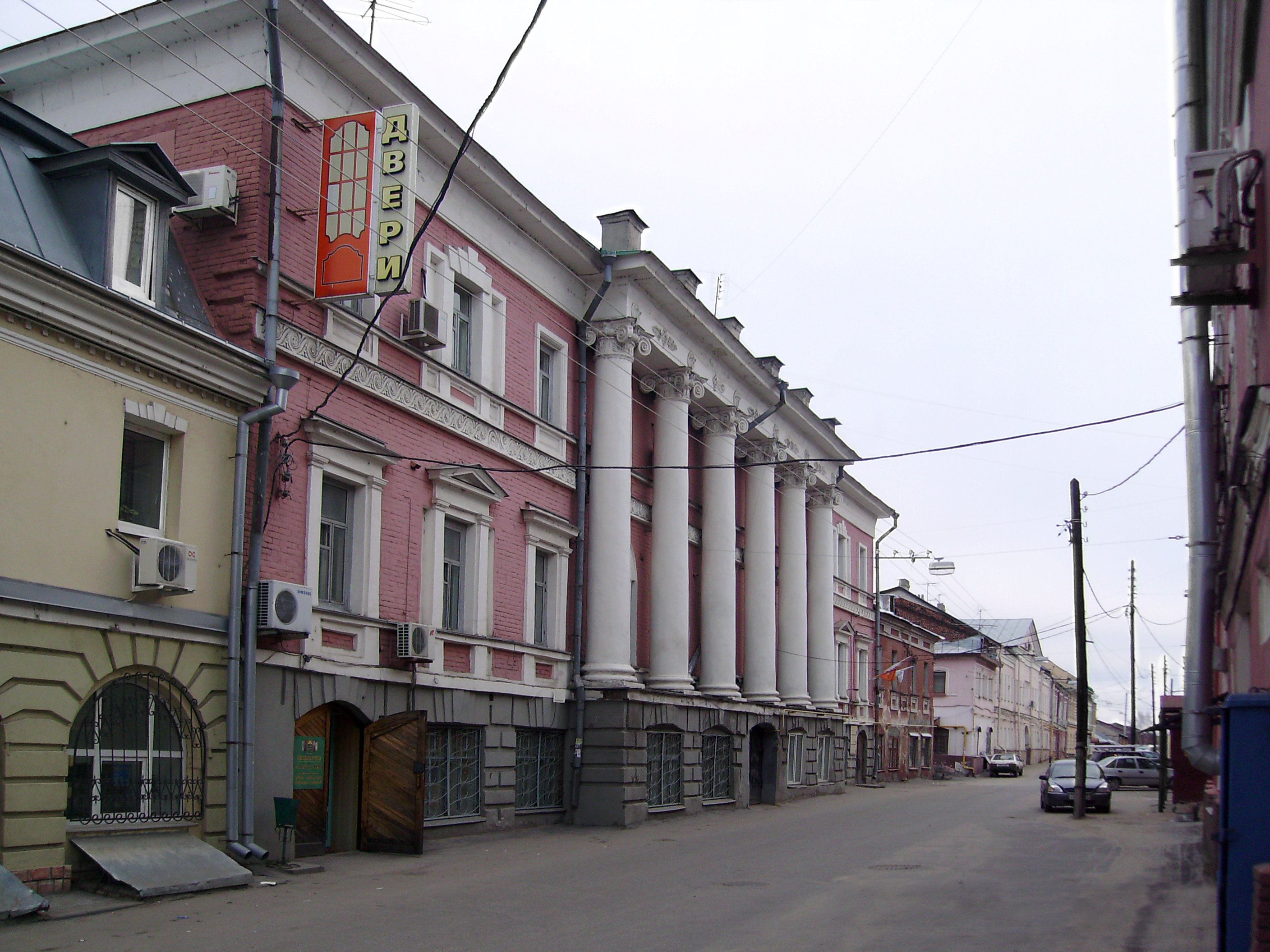
Teeclub Die Säulen, Nischni Nowgorod

Im März 1913 wurde Sirotkin zum Nischni Nowgoroder Stadtoberhaupt mit vierjähriger Amtszeit gewählt. Er verzichtete auf das Stadtoberhauptgehalt. Als im Mai 1913 anlässlich des 300-jährigen Thronjubiläums der Romanows eine Andacht mit den neu geweihten Priestern stattfand, wurde der altgläubige Sirotkin demonstrativ nicht bekreuzigt. Während seiner Amtszeit wurde mit Finanzierung durch Nikolai Alexandrowitsch Bugrow in Nischni Nowgorod die erste zentrale Kanalisation angelegt. Die Stadt übernahm die Straßenbahn und die Elektrizitätswirtschaft. Eine städtische Bäckerei wurde eröffnet. 1916 nahm Sirotkin an der Eröffnung der Volksuniversität teil. Im Februar 1917 während der Februarrevolution wurde Sirotkin wieder zum Stadtoberhaupt gewählt. Im September 1917 löste ihn die Provisorische Regierung ab. Im Herbst 1917 wurde er von der Union der altgläubigen Abgeordneten in den Provisorischen Rat der Republik entsandt. Im November 1917 kandidierte er ohne Erfolg auf der Liste der Altgläubigen für die Russische konstituierende Versammlung.
1917 baute Sirotkin zum Gedenken an seine Mutter ein Armenhaus für die Altgläubigen mit Kirche und unterstützte den Kirchenchor.
Nach der Oktoberrevolution lebte Sirotkin im weißen Süden, hauptsächlich in Rostow am Don, und spielte eine wichtige Rolle in den Unternehmerkreisen. Ende 1919 reiste er nach Frankreich. Er ließ sich dann mit seiner Familie in Jugoslawien nieder und lebte von den Einkünften aus dem Betrieb zweier kleiner Dampfschiffe.
Am 25. Mai 2011 wurde auf dem Belgrader Friedhof auf Sirotkins Grab ein Denkmal für Sirotkin eingeweiht, das im Auftrag der Verwaltung Nischni Nowgorods Anfang 2011 nach dem Entwurf der Architektin Soja Rjurikowa mit Finanzierung durch die von Sirotkin gegründete Nischni Nowgoroder Schiffbaugesellschaft SNT erstellt worden war. 2012 wurde in Nischni Nowgorod ein Denkmal mit Sirotkins Büste des Bildhauers Wiktor Iwanowitsch Purichow am Wolga-Ufer gegenüber seiner früheren Villa aufgestellt.